# Vitichi
Vitichi est une localité du département de Potosí en Bolivie située dans la province de Nor Chichas. Sa population s'élevait à 789 habitants en 2001.